# 59e brigade d'assaut
La 59e brigade d'assaut, de son nom complet la 59e brigade séparée d'assaut nommée d'après Yakov Gandziouk anciennement la 59e brigade motorisée (en ukrainien : 59-та окрема мотопіхотна бригада імені Якова Гандзюка, abrégé en 59 ОМПБр ; numéro d'unité militaire А1619), est une grande unité d'infanterie motorisée de l'Armée de terre ukrainienne.
Cette brigade a été créée le 8 décembre 2014 à Haïssyn à partir de trois bataillons de volontaires. Elle porte depuis 2020 le nom de Yakov Gandziouk, un ataman mort en 1918.

## Historique

### Création et guerre du Donbass
La brigade est formée pour encadrer une partie des unités de volontaires levées lors de la guerre du Donbass. Par manque de ressources, elle a moins de véhicules blindés (BMP et BTR). Elle ne reçoit au début qu'une compagnie de chars au lieu d'un plein bataillon (à trois compagnies) et elle a plus d'obusiers tractés que d'automoteurs, d'où son appellation d'infanterie motorisée plutôt que d'infanterie mécanisée. Elle reçoit son drapeau le 24 août 2015 et en 2016 est rattachée au Commandement opérationnel sud. À partir de mai 2017, elle participe à la guerre du Donbass dans la région de Méotide.
Le 6 mai 2020, la brigade a reçu comme titre honorifique à rajouter à son nom celui de Yakov Gandziouk, un général de l'Armée populaire ukrainienne, ataman d'une brigade du temps de la guerre d'indépendance, mort en 1918. En conséquence, la brigade reçoit un nouvel insigne, orné du galon correspondant au grade de Gandziouk.

### Invasion russe de l'Ukraine

#### Batailles de Kherson et de Mykolaiv (février - août 2022)
À la veille de l'invasion de l'Ukraine par la Russie, la 59e brigade est la seule grande unité dans l'oblast de Kherson, stationnée dans le parc naturel désertique d'Olechky. Elle est toutefois incomplète : son groupe d'artillerie est majoritairement à l'entraînement à Kiev, et son bataillon du génie à Khmelnytskyï. Les défenses ukrainiennes au nord de la Crimée sont alors très faibles. Elles sont composées de 1200 hommes de la brigade, du 137e bataillon de la 35e brigade d'infanterie navale, également incomplet et du 75e détachement frontalier soit un peu plus de 1500 hommes. Le 24 février 2022 à 6h, les 49e et 58e armée, le 22e corps d'armée et des VDV russes pénètrent par l'isthme de Crimée. Le 137e bataillon de marine tente de faire sauter les ponts de Tchonhar, Tchaplynka et Henitchesk ; mais ils ne subissent que des dégâts limités. La 59e brigade se déplace alors vers les forces russes en ordre dispersé. Le 9e bataillon motorisé engage les premiers combats près de la localité de Rykove à la frontière mais subit des pertes. La brigade est rapidement isolée et reçoit l'ordre de battre en retraite vers le nord-ouest, débordée de toutes parts par l'avancée rapide des Russes et bombardée par l'aviation. Le 9e bataillon se replie à Melitopol puis Zaporijjia, le reste sur la rive droite. Lors de sa retraite sur les routes P47 et E93 vers Kherson, la brigade subit des pertes. Alors que des éléments de la 59e brigade se replient déjà derrière le fleuve Dniepr, deux pelotons de chars de la brigade, commandés par le lieutenant Ievgen Palchenko (Євген Михайлович Пальченко), se déplacent à Serhiivka vers le barrage de Nova Kakhovka où ils engagent des blindés russes. Vers 11 h, une vingtaine d'hélicoptères déposent des hommes de la 11e brigade d'assaut aéroporté russe près du pont Antonovskiy et en prennent le contrôle. La 59e brigade est alors encerclée sur la rive gauche du Dniepr, bloquée près d'Olechky. Des hommes du 192e bataillon de la 124e brigade de défense territoriale tentent alors de reprendre le contrôle du pont. De l'autre côté, le peloton de chars de la 59e brigade reçoit également l'ordre de le rejoindre, pour en reprendre l'accès : arrivant à Olechky, les quelques chars reprennent le pont aux Russes qui l'avaient pris permettant aux éléments de la 59e brigade de battre en retraite. 
Les combats se poursuivent le soir et le 25 février en amont du pont notamment pour les deux pelotons du Lt. Palchenko. La 59e motorisée ainsi que la 80e d'assaut aérien défendent ensuite la rive droite du fleuve, jusqu'au 25 février, quand les Russes prennent à Nova Kakhovka le pont sur le barrage et débouchent sur le flanc des défenseurs ukrainiens ; ces derniers décrochant vers Mykolaïv. Pour son action lors des premiers jours, Palchenko a reçu la médaille de héros de l'Ukraine. Jusqu'au 2 mars, la brigade participe à la première bataille de Kherson, puis à la bataille de Mykolaïv. La ville est partiellement encerclée par le sud et le nord-est et subit les assauts de la 7e division d'assaut aéroporté et de la 34e brigade de fusiliers motorisés de montagne. Des éléments de la brigade prennent position près du village de Shevchenkove (raïon de Mykolaiv) (en) à 5km au sud de Mykolaiv sur l'autoroute M14 où ils repoussent les Russes. Le 9 mars, la brigade perd le colonel Serhiy Kotenko du 9e bataillon d'infanterie, dans des combats autour de Zaporijjia, il est décoré comme héros de l'Ukraine,. La 59e et la 80e brigade tiennent la ville et reçoivent ensuite le renfort de la 28e brigade mécanisée. À partir du 12 mars, les Ukrainiens contre-attaquent et parviennent progressivement à désenclaver Mykolaïv. La 59e motorisée mène des actions offensives au sud-est de la ville aux côtés de la 14e mécanisée, prélevée de la zone de Kiev. Au cours des jours suivants, la brigade parvient à libérer plusieurs communes dont Stepova, Dolyna Zeleni Hai, Olenivka ou Kostyantynivka. En avril, elle poursuit les combats dans cette même zone avec une intensité plus faible où elle se stationne autour de Posad-Pokrovske (en). Le 9e bataillon motorisé continue durant les mois d'avril-juin 2022 de défendre Velyka Novossilka en appui de la 128e brigade d'assaut de montagne notamment autour des villages de Vremivka et Neskuchne sur la rive occidentale de la rivière Mokri Yaly. L'essentiel de la brigade reste toutefois positionné dans l'oblast de Mykolaiv où la situation s'est stabilisée après les contre-attaques ukrainiennes, participant à des combats autour du village de Ternovi Pody (en) près de Posad-Pokrovske. Le 17 juillet, des frappes de missiles russes touchent le sud de Mykolaiv tuant environ 30 soldats de la brigade,. Le 10e bataillon mène des contre-attaques locales à la mi-août en vue d'une contre-offensive. En août, le commandant adjoint de l'unité, le lieutenant-colonel Oleh Fedorchuk, est tué au combat.

#### Contre-offensive de Kherson (29 août - 11 novembre 2022)
À partir du 29 août 2022, la 59e brigade participe à la contre-offensive de Kherson. Elle attaque le village de Ternovy Pody à l'est de l'autoroute M14 aux côtés des forces de défense territoriale. Des éléments de la brigade lancent des assauts sur le village à l'aide de véhicules Humvees. Il est d'abord libéré par les ukrainiens avant d'être repris. La brigade poursuit les assauts durant tout le mois d'octobre sans parvenir à percer. De violents combats ont lieu entre la M14 et Ternovy Pody, la brigade infligeant des pertes importantes aux unités tchétchènes. Le 9 novembre, alors que les troupes russes se retirent de la rive droite du Dniepr et de Kherson, le 9e bataillon libère la localité de Blahodatne. La brigade est ensuite mise en réserve.

#### Bataille d'Avdiïvka (décembre 2022 - février 2024)
Au cours du mois de décembre 2022, la 59e brigade est envoyée sur le front d'Avdiïvka, en face de Pisky en rotation de la 56e brigade d'infanterie motorisée. Elle tient des positions entre Vodiane, Pervomaïske et Nevelske (en) attaquée par les Russes. En janvier, le 9e bataillon motorisé est envoyé à Bakhmout pour tenir le front de Soledar. Ses unités d'artilleries frappent les positions russes dans le village de Staromykhailivka (en), commune entre Donetsk et Krasnohorivka. Le 9e bataillon tient le village de Nevelske, le 10e celui de Vodiane. Entre mars et mai 2023, les combats s'intensifient, la brigade repousse plusieurs attaques menées par les 9e brigade et 100e brigade de fusiliers motorisés de la Garde de la RPD à Nevelske et Pervomaiske et soutient la 36e brigade d'infanterie navale à Vodiane. Entre le 20 et le 23 mai, elle repousse plusieurs attaques mécanisées au sud de Pervomaiske, détruisant plusieurs blindés,. Début juin, la 59e brigade mène plusieurs assauts à l'aide d'Humvees contre des positions russes au sud de Nevelske. Le 11e bataillon de la brigade mène une contre-attaque contre les positions du Bataillon Somalie, atteignant le village de Pisky qui était occupé par les Russes en août 2022. Dans le cadre de la contre-offensive ukrainienne de 2023, la 59e brigade tient une portion du front à l'ouest de ce qui reste de l'aéroport de Donetsk, attaquant début septembre 2023 en direction du village d'Opytne (uk). Durant la deuxième quizaine d'août, la brigade mène de violents combats et repoussent également plusieurs assauts. Le 23 août, la compagnie de reconnaissance de la brigade qui comporte notamment des combattants anglo-saxons contre-attaquent et prennent d'assaut des postions russes entre Pisky et Nevelske,. En septembre, la brigade subit de nouveaux assauts sur ses positions, notamment le 30 septembre lorsque 6 blindés et camions sont détruits.
À partir du 10 octobre 2023, la 59e brigade est confrontée à l'offensive russe sur Avdiïvka, où elle tient toujours les villages de Pervomaiske et Nevelske aux côtés d'éléments de la 56e brigade motorisée. Le premier jour, les 110e brigade de fusiliers motorisés et 9e brigade de marine attaquent Pervomaiske depuis Pisky le long de la M30 et au nord depuis Vodiane. De violents combats s'engagent avec des pertes des deux côtés. Les Russes perdent sept blindés durant l'attaque et sont repoussés,. Des assauts de la 69e brigade de couverture se poursuivent pendant plusieurs mois sur Pervomaiske et Nevelske. En janvier 2024, la brigade accueille quelques éléments du 1er bataillon d'assaut « Loup de Da Vinci », détaché de la 67e brigade mécanisée, qui forment le 108e bataillon mécanisé. La brigade parvient à contenir les assauts russes après la chute d'Avdiïvka en février 2024. Le 16 janvier 2024, l'unité reçoit la compagnie les « Oiseaux de Magyar » spécialisée dans les missions de reconnaissance, de patrouille, d'ajustement de tirs d'artillerie, d'emploi de drones kamikazes et de bombardements.

#### Offensive de Pokrovsk: prises de Pervomaiske et de Nevelske (depuis février 2024)
Malgré la chute d'Avdiïvka en février 2024, la brigade continue de tenir ses positions entre Pervomaiske et Nevelske. Vadym Soukharevitch, commandant de la brigade depuis le début de la guerre est remplacé par le Lt-colonel Bohdan Shevchuk. Des critiques émergent rapidement des crtiques à l'encontre de son leadership. Le 9 avril 2024, des blogueurs militaires russes affirment que les forces russes ont conquis le village de Pervomaïske. Les 10e et 11e bataillons motorisés défendent alors Netaïlove jusqu'à sa prise fin mai 2024, tandis que le 9e continue de tenir Nevelske. En juillet, à la suite de la loi ukrainienne autorisant certaines catégories de prisonniers à servir volontairement dans l'armée, la 59e brigade motorisée intègre un certain nombre d'entre eux dans ses rangs, créant le bataillon « Skval ». Le 9 août, Nevelske est finalement pris par les forces russes. Au cours du mois, les forces ukrainiennes abandonnent une partie du terrain jusqu'à Selydove. Le 18 août, la brigade détruit une colonne blindée russe qui tente d'entrer dans la ville de Krasnohorivka . Après la prise de Krasnohorivka, la brigade tient le saillant. À la mi-septembre, des éléments de la brigade apportent leur soutien à la 46e brigade aéromobile et au 21e bataillon de la Brigade présidentielle pour repousser un assaut russe majeur comprenant jusqu'à 46 véhicules de combat venant de Krasnohorivka, infligeant de lourdes pertes aux unités mécanisées ennemies. L'unité défend également avec succès la zone du village de Hirnyk avec des éléments de la 118e brigade mécanisée, en maintenant une tête de pont à l'est de la rivière Vovtcha. Fin octobre 2024, la brigade est retirée de la ligne de front et remplacée par la 110e brigade mécanisée ; cependant, lors de la rotation des unités, le 210e bataillon de la 120e brigade de défense territoriale déployé dans le secteur est touché par d'importants assauts russes sans recevoir de soutien adéquat, et la ville est ensuite conquise par la 114e brigade de fusiliers motorisés. Début 2025, la brigade subit un certain nombre de changements : elle est transférée aux Forces de systèmes sans pilote et devient une brigade d'assaut.

## Structure
.

### Ordre de bataille
Fin décembre 2024, l'ordre de bataille connu de la brigade est le suivant :
- État-major de la brigade ;
  - 
    -  Compagnie de protection du QG ;
    -  unité de recrutement[45] ;

  -  9e bataillon motorisé (unité militaire A2896) Kodyma, oblast d'Odessa ;
  -  10e bataillon motorisé (unité militaire A2960) Trostianets, oblast de Vinnytsia ;
  -  11e bataillon motorisé (unité militaire A2980) Podilsk, Oblast d'Odessa, Commandant Colonel Valéry Vovk[46],[47] ;
  -  108e bataillon mécanisé des « Loups de Da Vinci » (uk) Commandant: Serhiy Filimonov[48] ;
    -  Compagnie « Honneur »[48] ;
    -  Unité médicale « Ulf » [49],[48] ;
    -  Batterie de mortiers[48] ;

  -  1er bataillon de fusiliers ;
  -  2e bataillon de fusiliers ;
  -  3e bataillon de fusiliers (ancien 70e bataillon de fusiliers séparé, unité militaire A4628) ;
  -  Bataillon de fusiliers spécialisés « Bourrasque » (en ukrainien : Шквал (Shkval))[50]
  -  Bataillon de chars ;
  -  Groupe d'artillerie de la brigade[51] :
    - 
      -  État-major (штаб) du groupe d'artillerie ;
      -  batterie de contrôle et d'acquisition de cibles ;

    -  1er bataillon d'artillerie automotrice ;
    -  2e bataillon d'artillerie automotrice ;
    -  Bataillon de lance-roquettes multiples (BM-21 Grad) ;
    -  Bataillon antichars ;

  -  Bataillon antiaérien ;
  -  Bataillon de drones « Prédateurs des hauteurs » (en ukrainien : Хижаки висот)[52]
    -  unité de drones « Inquisition »[53],[54] ;

  -  compagnie de reconnaissance ;
    -  détachement d'assaut « Chosen Company »

  -  Bataillon du génie ;
  -  Bataillon logistique ;
  -  Compagnie de transmissions ;
  -  Bataillon de maintenance ;
  -  Compagnie de radar (désignation d'objectifs) ;
  -  Compagnie médicale (soins et évacuation) ;
  -  Compagnie de protection NRBC.

La « Chosen Company », un groupe de volontaires des États-Unis, d'Australie et de plusieurs autres pays, est rattaché à la 59e brigade en tant que détachement d'assaut au sein de la compagnie de reconnaissance de la brigade. L'unité, qui faisait autrefois partie de la Légion internationale, mène des opérations de reconnaissance et d'assaut lors de la contre-offensive de 2023. En 2024, un article du New York Times fait état de trois incidents au cours desquels des membres de la « Chosen Company » auraient tué des prisonniers de guerre russes, sur la base de déclarations faites par d'anciens membres de la compagnie.

### Matériels et équipements

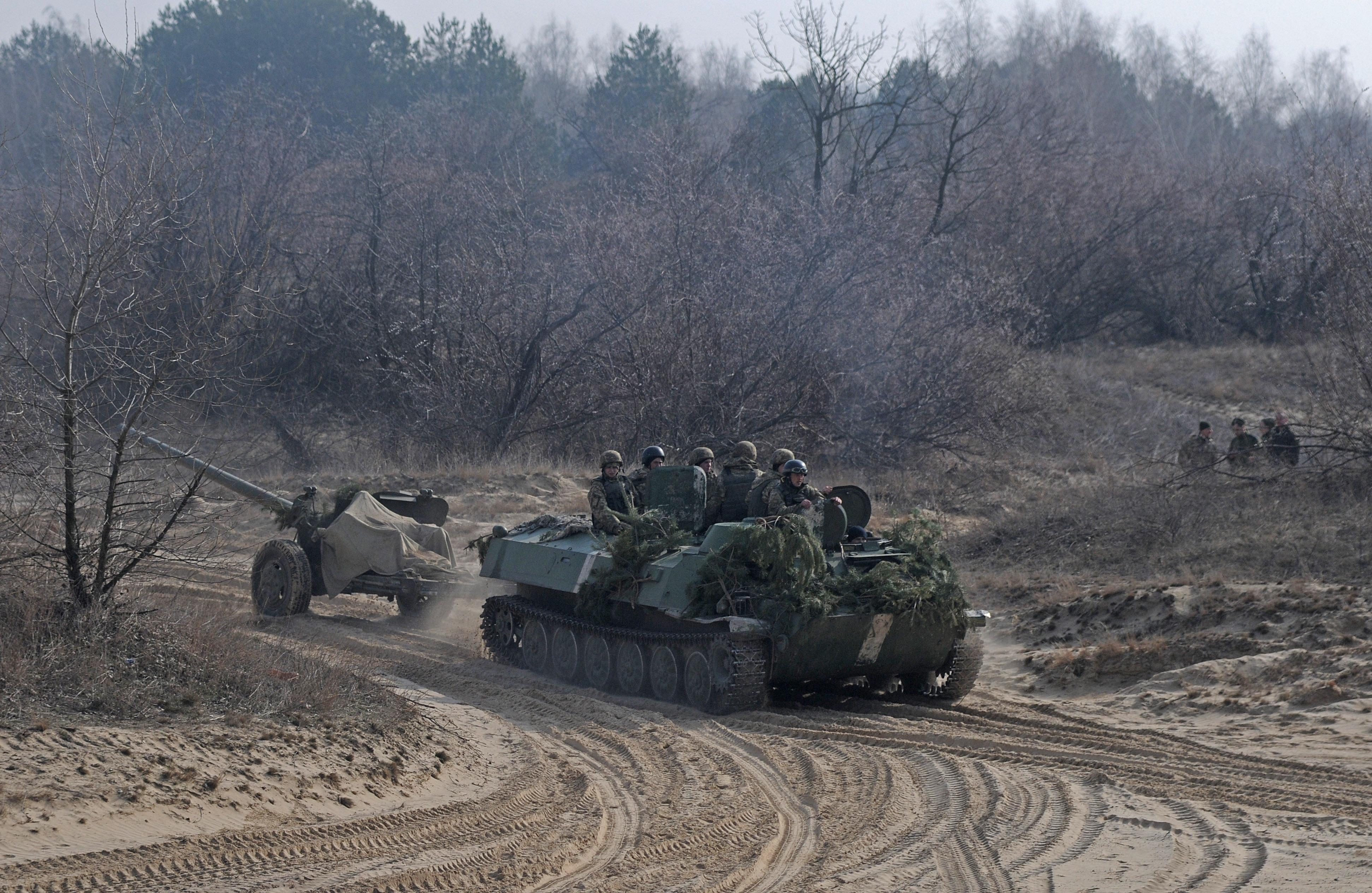
La 59e brigade motorisée s’entraînant en 2017 avec un canon MT-12 Rapira tracté par un MT-LB.
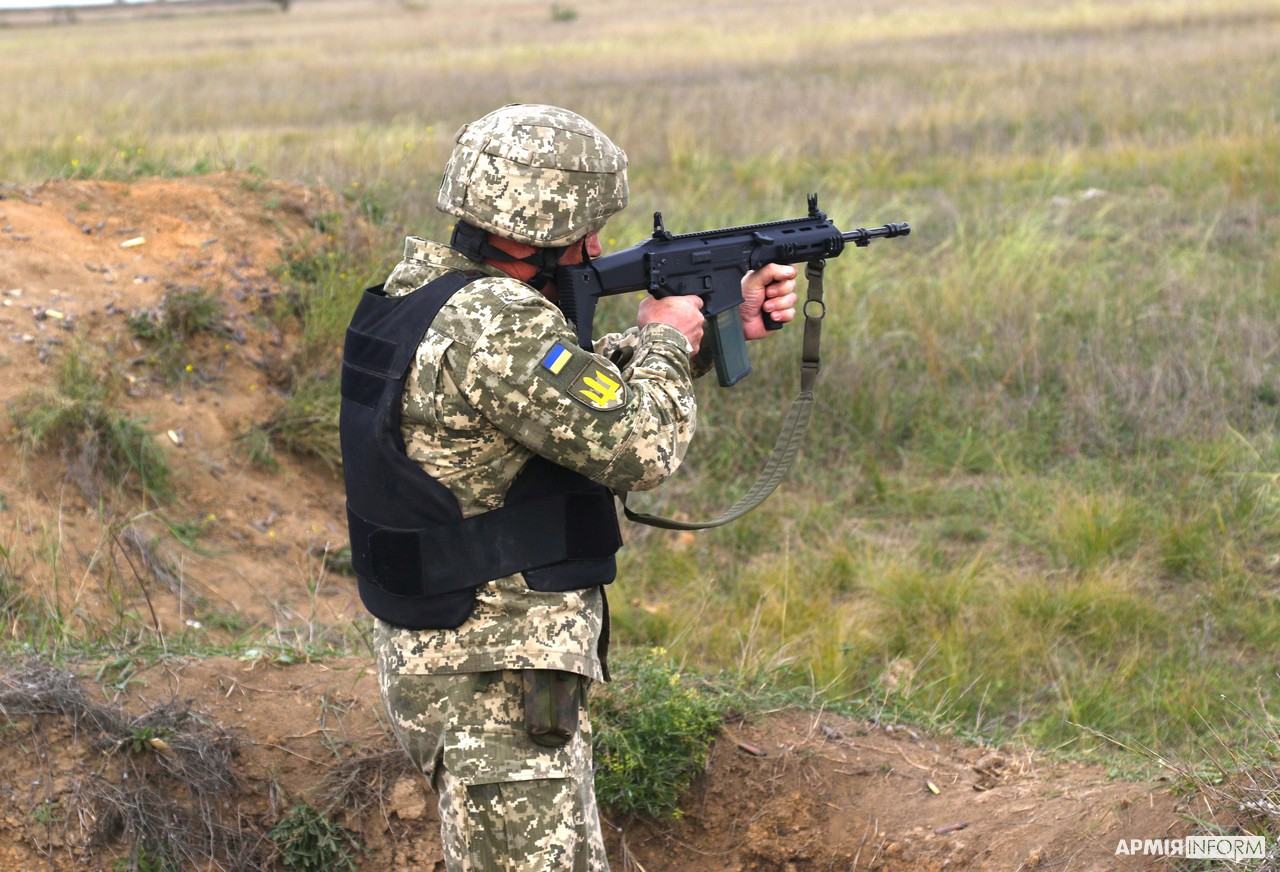
équipé d'un fusil FB MSBS Grot en octobre 2022.
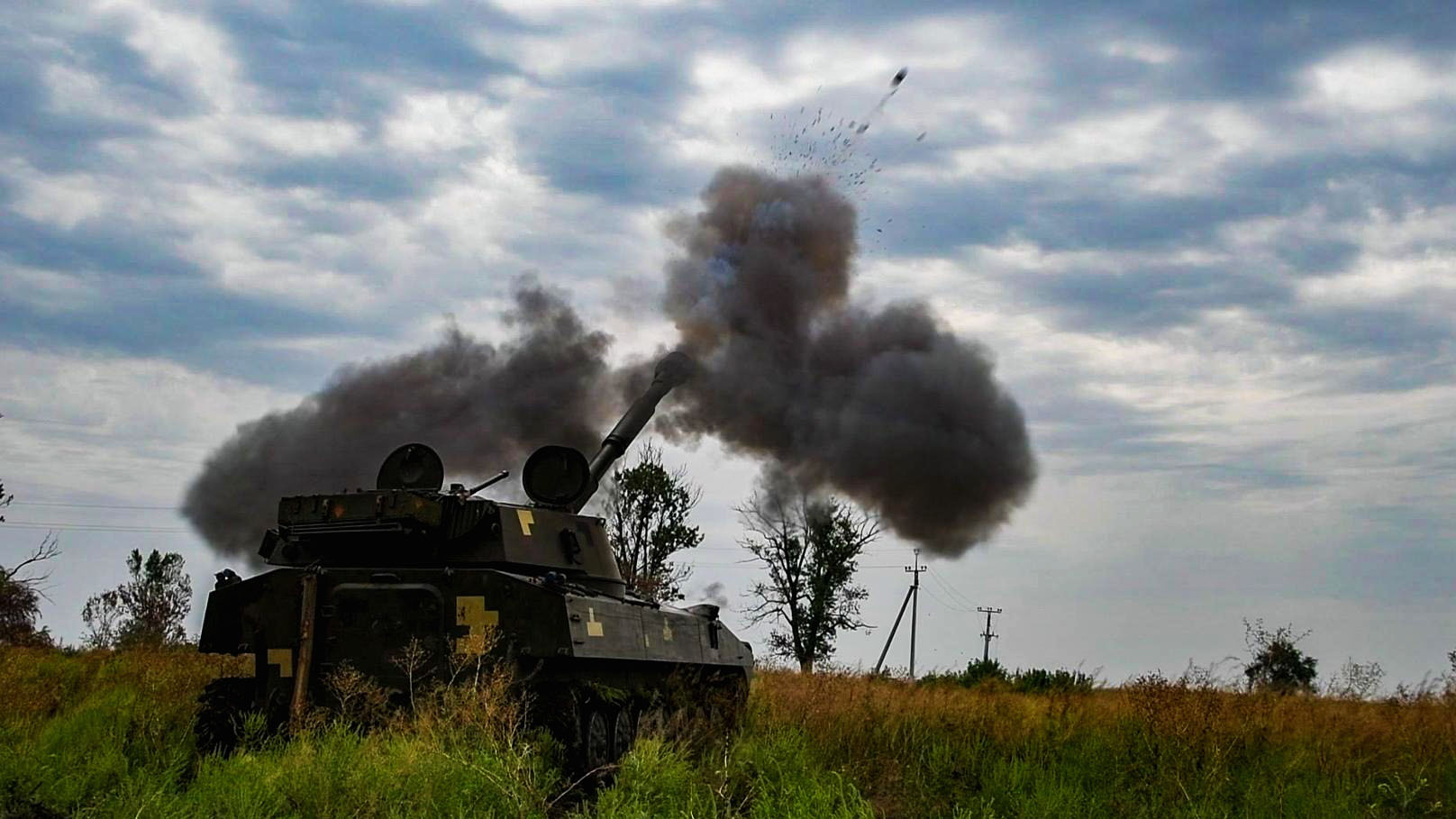
Tirant au 2S1 Gvozdika en septembre 2022.

- un bataillon de chars équipé de T-64BV
- trois bataillons motorisés essentiellement équipés de BRDM-2 qui sont ensuite remplacés par des Humvees, ainsi que des BMP-1, BTR-60PB et MT-LB.
- compagnie de reconnaissance : véhicules BRDM-2 puis Humvees
- un groupe d'artillerie équipé de 2S1 Gvozdika automoteur, MLRS BM-21 Grad et canons MT-12 Rapira.

### Commandants
- 2015 - 2018 : colonel Vasyl Osypchuk
- 2018 - 2019 : colonel Volodymyr Shvedjuk
- 2019 - 29 octobre 2021 : colonel Henadij Shapovalov
- 29 octobre 2021 - février 2022 : colonel Oleksandr Vynohradov
- 29 octobre 2021 — 23 février 2022 : colonel Oleksandr Vynohradof
- 24 février 2022 - février 2024 : colonel Vadym Soukharevitch, héros de l'Ukraine[56].
- Depuis février 2024 : Lieutenant-colonel Bohdan Shevchuk

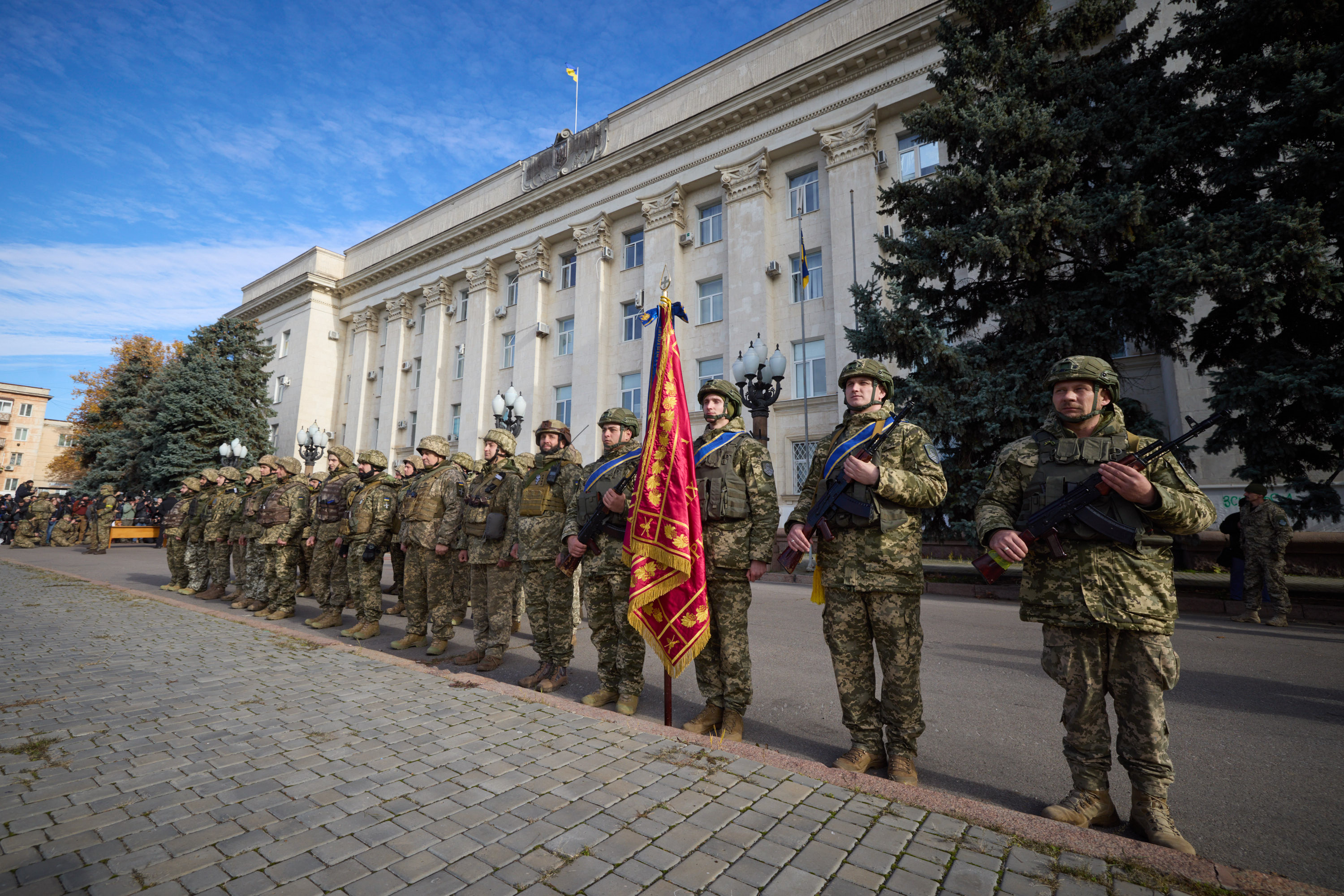
Le drapeau de la brigade lors de la remise de récompenses après la libération de Kherson en 11 2022.

## Insignes

Insignes successifs de la brigade
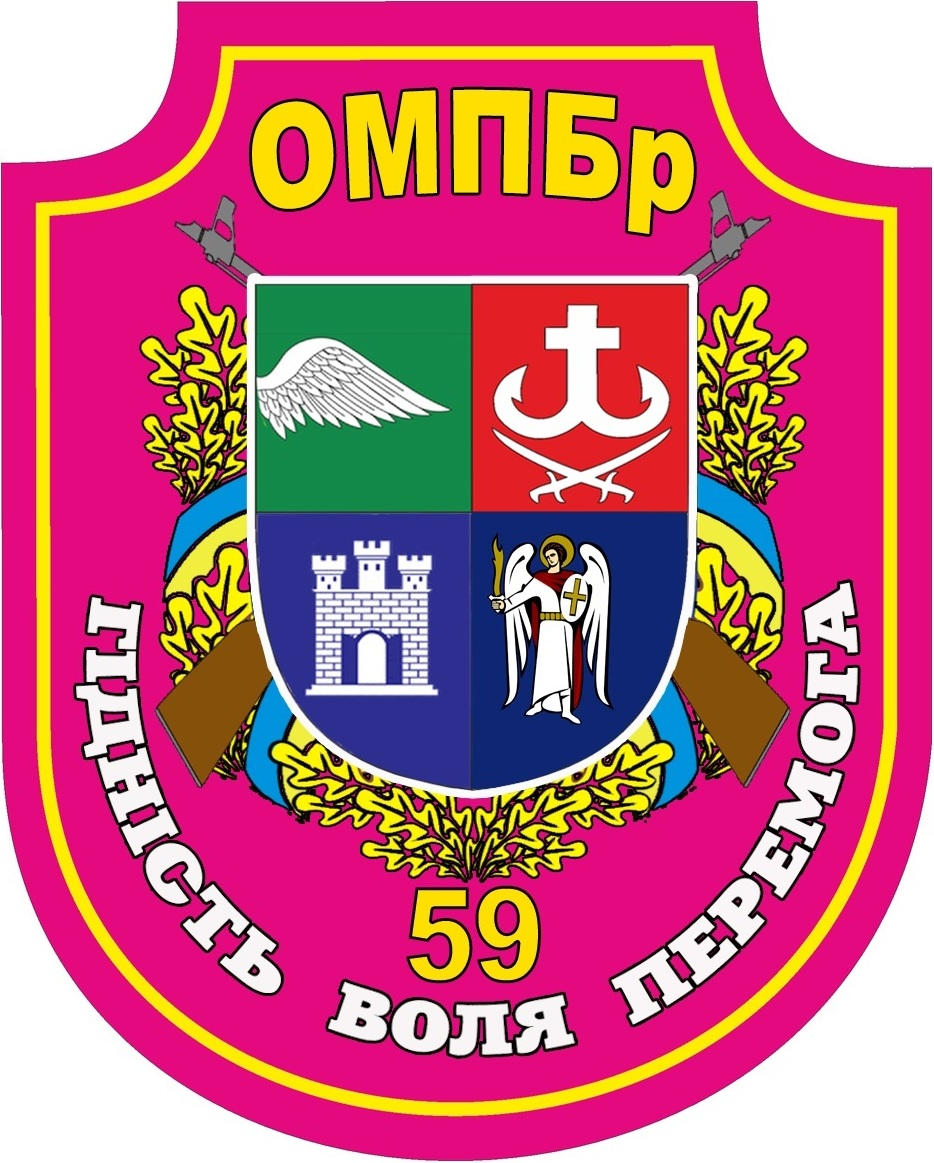
En 2014-2019.
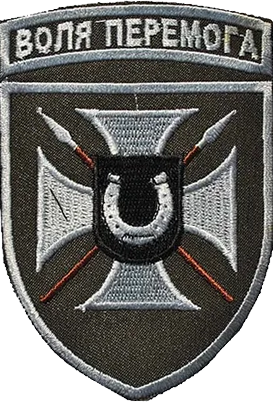
En 2019-2020.
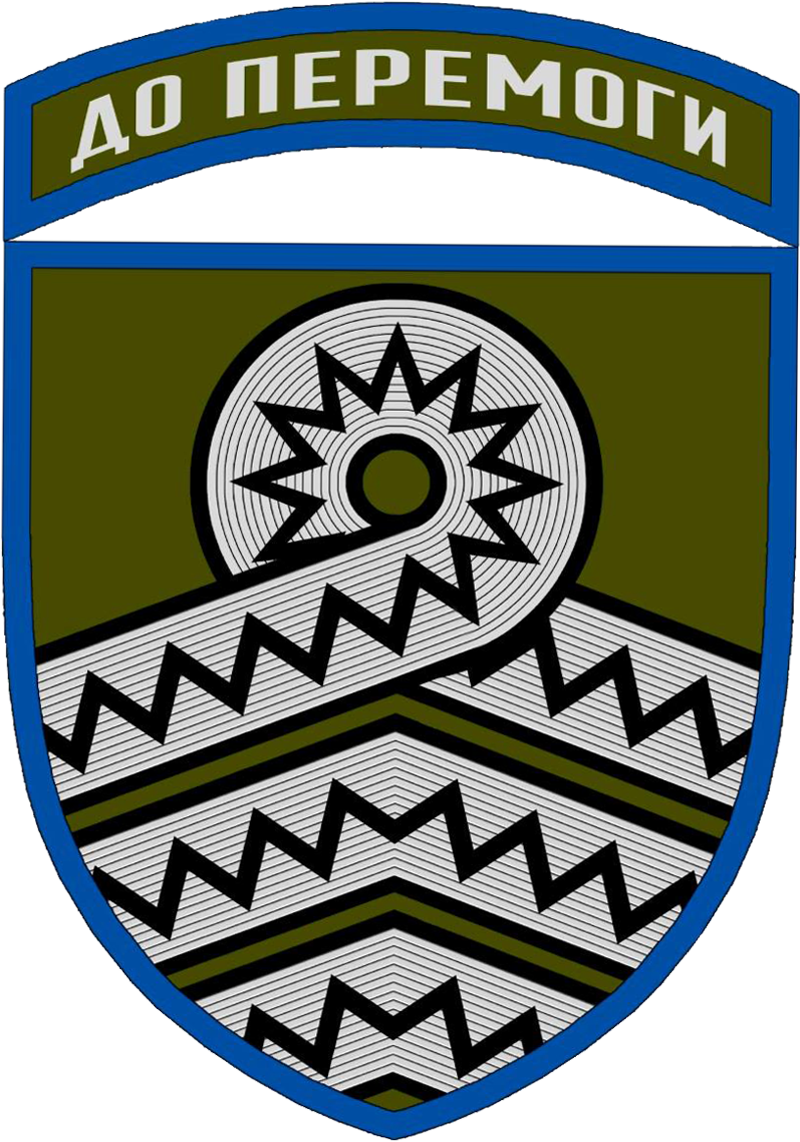
Depuis 2020.